# عبد العاطي الجرم
عبد العاطي الجرم مقاوم ليبي ينتمي لقبيلة الحسون التي تسكن منطقة الخشة أي وديان شرق سرت.

## سيرة
ولد على التقريب سنة 1862 جاهد جنبا إلى جنب مع الشهيد سعدون السويحلي. طليقته هي المجاهدة بركة أبو بكر الزربي أخت المجاهد محمد الزربي. استشهد في معركة قصر أحمد أو معركة السبت سنة 1922.
اشترك في العديد من معارك الجهاد الليبي ضد الغزو الإيطالي بداية من معركة حيشسان اجبيل بمنطقة الزويتينة حيث يقول الشاعر :
| عيلت علي والجرم ياحباني |  | اداعوا عالطلين في حيشاني |

كما اشترك أيضا في القرضابية وسواني بن يادم ووغيرها من المعارك التي يطول سردها وهو مدفون في مقبرة أحمد الزروق بمدينة مصراتة الشهيرة. وعبد العاطي الجرم هو صاحب الكف الشهير الذي صفع به وجه أحد قيادات الإيطاليين في اجتماع مفاوضات عندما طلب من المجاهدين ان يتساووا بالإيطاليين فصفعه بكل عزة واباء المسلم العربي وهو يقول (وي نتساوى مع الرومي !!!)كان يقود مجموعة من المجاهدين تتكون من حوالي 400 مجاهد من مختلف مناطق ليبيا وينتمون الي العديد من القبائل كان معه من قبيلة الحسون على سبيل المثال لا الحصر عبد المجيد سلامة الحسوني واخوه عبد الحفيظ سلامة الذي كان بمثابة الساعد الأيمن للبي عبد العاطي الجرم وبوصلاح امحمد الحسوني ومن قبائل أخرى مثل العبيدات والبراعصة والفرجان المجاهد بلاعو وأولاد شكر المجاهد احفاف والمجاهد صالح الحاسي وغيرهم الكثير له من الاخوة ستة اخوة وهم عبد الله وصالح وعمر ومحمد امتوبل ومحمد بونتيشس ومحمد الجرم مع العلم أن اخوه صالح كان يشارك معه في معارك الجهاد التي كان يخوضها عبد العاطي الجرم الي حين استشهاده اما اخوه الأصغر محمد الجرم فقد شارك في معركة الكوز التي وقعت بين اجدابيا والكفرة وجرح فيها جرحا بليغا ومن الاخوات حوالي أربعة عشرة اخت له من الأبناء الذكور ثلاثة هم خليفة ومحمد بلوط وبحور ومن الإناث خديجة ومستورة وبركة بعد معارك الجهاد الشرسة التي اشترك فيها واستشهاده بمعركة السبت الكبير في قصر حمد بمصراتة تعرضت أسرته ال الجرم الي المتابعة والمضايقة من قبل قوات الاحتلال الإيطالي فظطرت للهجرة كغيرها من عائلات المجاهدين وبعد تحرر الوطن رجعت اليه لشعورها بالانتماء لهذا الوطن العزيز وحبا منها في المشاركة والبناء يعيش أحفادة الآن في مناطق بن جواد وسرت وينغازي وطرابلس والجفرة وسبها والكفرة
يقال أنه يوم أصيب في معركة السبت وأدرك أنه لا رجاء فيه قال للمجاهدين بجانبه: "اتقوا بي ما في رجا في"؛ أي: احتموا بي فلا أمل في نجاتي.